# Kiara Arends
Kiara Arends (sinh ngày 16 tháng 11 năm 1998) là một người mẫu kiêm hoa hậu đến từ Aruba, người đã đăng quang ngôi vị Hoa hậu Aruba 2022. Cô đại diện cho Aruba tại Hoa hậu Hoàn vũ 2022.

## Tiểu sử
Arends sinh ra và lớn lên ở Oranjestad, Aruba. Cô theo học trường Colegio Arubano và cũng theo học tại Đại học Aruba, nơi cô lấy bằng luật. Arends theo học tại Đại học Công giáo Leuven ở Leuven, Bỉ, nơi cô lấy bằng thạc sĩ về kinh doanh quốc tế, thương mại và luật thuế.

## Cuộc thi sắc đẹp
Arends bắt đầu sự nghiệp thi hoa hậu vào năm 2017, cô đăng quangHoa hậu Teen Aruba Quốc tế 2017. Cô đã đăng quang Hoa hậu Teen Americas Aruba 2018 và kế nhiệm là Danna Garcia. Vào ngày 27 tháng 5 năm 2018, Arends đại diện cho Aruba tại Hoa hậu Teen Americas 2018 ở San Salvador, El Salvador, nơi cô được xếp vào danh hiệu Virreina de las Américas và để thua người chiến thắng cuối cùng Michelle Colón đến từ Puerto Rico.

### Hoa hậu Aruba 2022
Vào ngày 31 tháng 7 năm 2022, Arends chính thức chiến thắng tại Hoa hậu Hoàn vũ Aruba 2022 và được trao vương miện bởi Hoa hậu Aruba 2021 và Top 10 Hoa hậu Hoàn vũ 2021 Thessaly Zimmerman.

### Hoa hậu Hoàn vũ 2022
Với tư cách là Hoa hậu Aruba, Arends sẽ đại diện cho Aruba tại Hoa hậu Hoàn vũ 2022.